# آتیا آسا
آتیا آسا (انگلیسی: Atea) شرکت فناوری اطلاعات نروژی است، که در سالذ۱۹۶۸ تأسیس شد.